# Regioni amministrative del Distretto Federale

Il Distretto Federale, in Brasile

La costituzione brasiliana stabilisce che il Distretto Federale, in Brasile, non può essere diviso in comuni. L'area è tuttavia divisa in 35 regioni amministrative.
| Regioni amministrative                          | Numero | Area (km²) | Popolazione | Densità |
| ----------------------------------------------- | ------ | ---------- | ----------- | ------- |
| Águas Claras                                    | XX     | 8,08       | 75 000      | 9282,18 |
| Brazlândia                                      | IV     | 474,83     | 52 698      | 110,98  |
| Candangolândia                                  | XIX    | 6,61       | 15 634      | 2365,20 |
| Ceilândia                                       | IX     | 230,33     | 344 039     | 1493,68 |
| Cruzeiro                                        | XI     | 8,9        | 63 883      | 7177,87 |
| Fercal                                          | XXXI   |            |             |         |
| Gama                                            | II     | 276,34     | 130 580     | 472,53  |
| Guará                                           | X      | 37,5       | 112 989     | 3013,04 |
| Itapoã                                          | XXVIII |            |             |         |
| Jardim Botânico                                 | XXVII  |            |             |         |
| Lago Norte                                      | XVIII  | 66,08      | 29 505      | 446,50  |
| Lago Sul                                        | XVI    | 183,39     | 28 137      | 153,43  |
| Núcleo Bandeirante                              | VIII   | 80,43      | 36 472      | 453,46  |
| Paranoá                                         | VII    | 853,33     | 54 902      | 64,34   |
| Park Way                                        | XXIV   |            |             |         |
| Planaltina                                      | VI     | 1 534,69   | 147 114     | 95,86   |
| Plano Piloto                                    | I      | 472,12     | 214 530     | 454,4   |
| Recanto das Emas                                | XV     | 101,22     | 93 287      | 921,63  |
| Riacho Fundo                                    | XVII   | 56,02      | 41 404      | 739,09  |
| Riacho Fundo II                                 | XXI    |            |             |         |
| Samambaia                                       | XII    | 105,7      | 164 319     | 1554,58 |
| Santa Maria                                     | XIII   | 215,86     | 98 679      | 457,14  |
| Setor Complementar de Indústria e Abastecimento | XXV    |            |             |         |
| Setor de Indústria e Abastecimento              | XXIX   |            |             |         |
| Sobradinho                                      | V      | 596,37     | 128 789     | 215,95  |
| Sobradinho II                                   | XXVI   |            |             |         |
| Sudoeste/Octogonal                              | XXII   |            |             |         |
| São Sebastião                                   | XIV    | 383,71     | 64 322      | 167,63  |
| Taguatinga                                      | III    | 121,55     | 243 575     | 20,04   |
| Vicente Pires                                   | XXX    |            |             |         |
| Varjão                                          | XXIII  |            |             |         |
| Sol Nascente/Pôr do Sol                         | XXXII  |            |             |         |
| Arniqueira                                      | XXXIII |            |             |         |
| Arapoanga                                       | XXXIV  |            |             |         |
| Água Quente                                     | XXXV   |            |             |         |